# ميناديول
ميناديول أحد أشكال فيتامين ك4. يرتبط ارتباطا كيميائيا بالميناديون .
1. ↑  Vitamin K, drugs.com نسخة محفوظة 21 سبتمبر 2016 على موقع واي باك مشين.